# (500097) 2012 BX21
(500097) 2012 BX21 es un asteroide perteneciente al cinturón de asteroides, descubierto el 2 de enero de 2012 por el equipo del Mount Lemmon Survey desde el Observatorio del Monte Lemmon, Arizona, Estados Unidos.

## Designación y nombre
Designado provisionalmente como 2012 BX21.

## Características orbitales
2012 BX21 está situado a una distancia media del Sol de 2,240 ua, pudiendo alejarse hasta 2,524 ua y acercarse hasta 1,957 ua. Su excentricidad es 0,126 y la inclinación orbital 7,310 grados. Emplea 1225,06 días en completar una órbita alrededor del Sol.

## Características físicas
La magnitud absoluta de 2012 BX21 es 18,2.